# Encantada spinoculata
Encantada spinoculata is een garnalensoort uit de familie van de Bresiliidae. De wetenschappelijke naam van de soort is voor het eerst geldig gepubliceerd in 1989 door Wicksten.